# Шах-Алам
Шах-Алам (малайск. Shah Alam / شاە عالم) — город в Малайзии. Находится на юго-западе полуострова Малакка. С 1978 административный центр штата Селангор. Население 640 890 человек (согласно переписи 2011 года). Статус города (bandar raya) получил в 2000.
Быстро растущий промышленный центр. Имеются предприятия электротехнической и электронной промышленности, автосборочный завод «Протон Сага». Туризм. Технологический институт Мара. Учебный сельскохозяйственный парк «Букит Чераках» (865 га). 
Спорткомплекс, автодром. Музей султана Алам-Шаха (1989). 
Крупнейшая в ЮВА мечеть Султана Салахуддина Абдуль Азиза с самым высоким минаретом в мире («Голубая мечеть», 1988).

## Города-побратимы
- Сурабая, Индонезия